# Temporada 2003 de la Champ Car World Series
La temporada 2003 de la Champ Car World Series fue la vigesimoquinta y última temporada de la CART, antes de declararse en bancarrota y se adquirida por la Open-Wheel Racing Series (OWRS).
Se corrieron 18 carreras de 19 programadas, ya que la prueba en Fontana no se llevó a cabo producto de una serie de incendios forestales que afectó la región aledaña al circuito, iniciando el 23 de febrero de 2003 en San Petersburgo, Florida, y terminando el 26 de octubre en Surfers Paradise, Queensland, Australia. El campeón del Bridgestone Presents the Champ Car World Series Powered by Ford (nombre comercial por motivos de patrocinio producto de la finalización del contrato con la compañía FedEx al final de la temporada 2000) fue para el piloto canadiense Paul Tracy. El destacado novato de la temporada, fue el piloto francés Sébastien Bourdais, de quien en los cuatro últimos años venideros de la serie, se alzaría cuatro veces consecutivas el campeonato de pilotos.

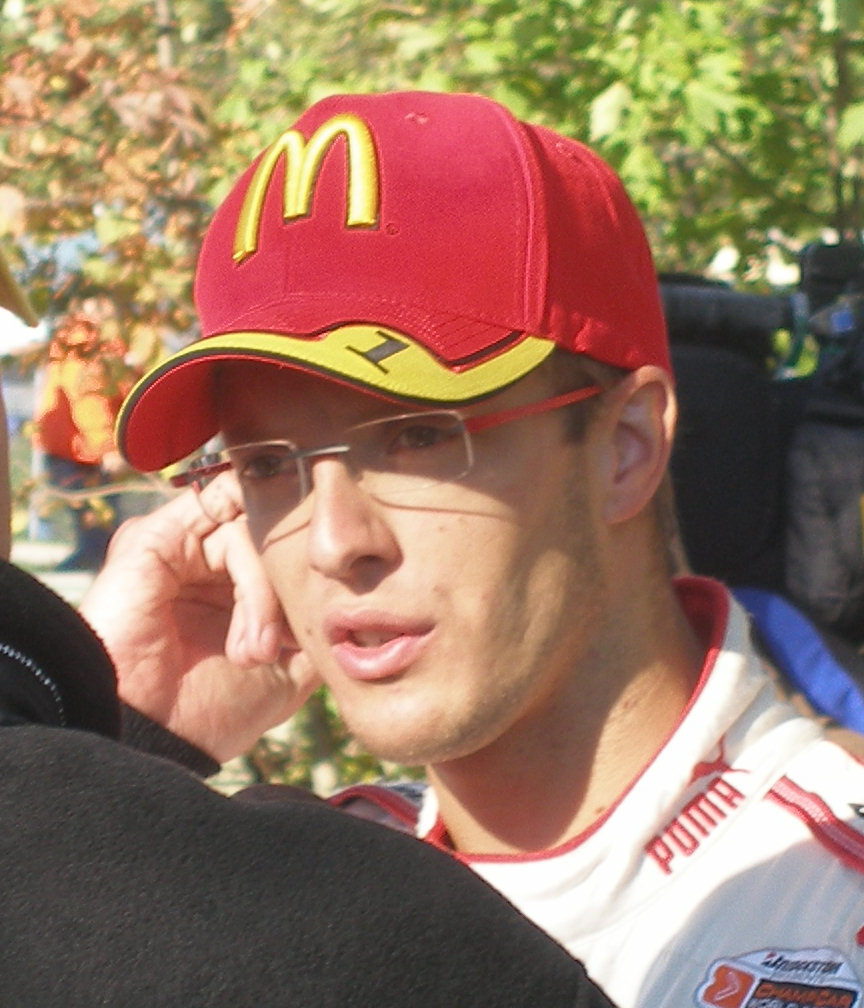
Sébastien Bourdais, debutante en la CART Championship Auto Racing Teams declarado el novato de la temporada 2003.

El evento final previsto, que se iba a celebrar en Fontana, California, el 9 de noviembre fue cancelado debido a los incendios forestales, por los cuales los cuales resultó conocido como el "Gran Premio de Fuego", producto de que el circuito queda en el condado de San Bernardino, y que se encontraba a los alrededores del incendio ocasionado.

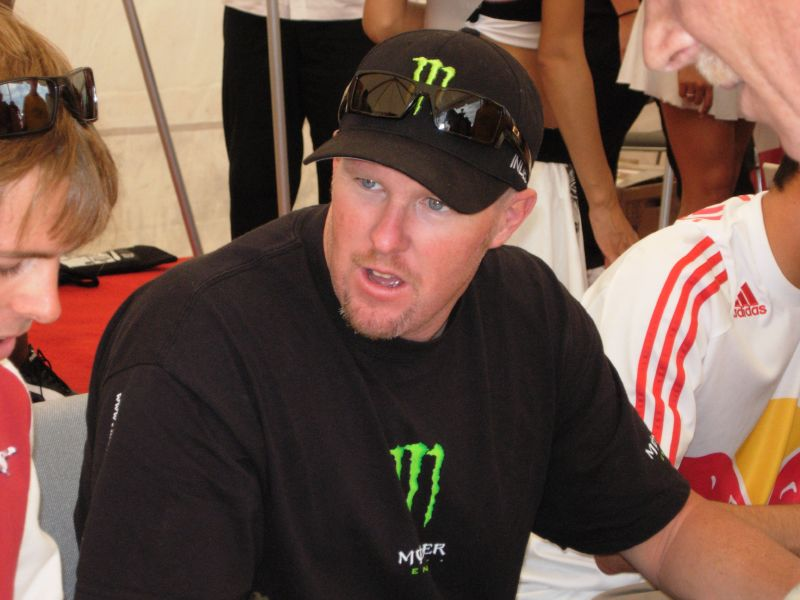
Paul Tracy se convirtió en el campeón de la temporada 2003 de la CART Championship Auto Racing Teams.

## Pilotos y equipos
Todos los monoplazas utilizaron motor Ford Cosworth y neumáticos Bridgestone.
| Equipo                               | Chasis      | N.º | Piloto(s)           | Rondas                   |
| ------------------------------------ | ----------- | --- | ------------------- | ------------------------ |
| Newman/Haas Racing                   | Lola B02/00 | 1   | Bruno Junqueira     | Todas                    |
| Newman/Haas Racing                   | Lola B02/00 | 2   | Sébastien Bourdais  | Todas                    |
| Team Player's/Indeck Forsythe Racing | Lola B02/00 | 3   | Paul Tracy          | Todas                    |
| Team Player's/Indeck Forsythe Racing | Lola B02/00 | 32  | Patrick Carpentier  | Todas                    |
| Herdez Competition                   | Lola B02/00 | 4   | Roberto Moreno      | Rondas 1-16, 18          |
| Herdez Competition                   | Lola B02/00 | 4   | Roberto González    | Ronda 17                 |
| Herdez Competition                   | Lola B02/00 | 55  | Mario Domínguez     | Todas                    |
| Walker Racing                        | Reynard 02I | 5   | Rodolfo Lavín       | Todas                    |
| Walker Racing                        | Reynard 02I | 15  | Darren Manning      | Todas                    |
| Walker Racing                        | Reynard 02I | 25  | Luis Díaz           | Ronda 17                 |
| Fittipaldi-Dingman Racing            | Reynard 02I | 7   | Tiago Monteiro      | Todas                    |
| Team Rahal                           | Lola B02/00 | 9   | Michel Jourdain Jr. | Todas                    |
| Dale Coyne Racing                    | Lola B02/00 | 11  | Roberto González    | Ronda 1                  |
| Dale Coyne Racing                    | Lola B02/00 | 11  | Alex Yoong          | Rondas 2-5               |
| Dale Coyne Racing                    | Lola B02/00 | 11  | Gualter Salles      | Ronda 6                  |
| Dale Coyne Racing                    | Lola B02/00 | 11  | Geoff Boss          | Rondas 7-18              |
| Dale Coyne Racing                    | Lola B02/00 | 19  | Joël Camathias      | Rondas 1-7               |
| Dale Coyne Racing                    | Lola B02/00 | 19  | Gualter Salles      | Rondas 8-9, 11-15, 17-18 |
| Dale Coyne Racing                    | Lola B02/00 | 19  | Alex Sperafico      | Rondas 10, 16            |
| American Spirit Team Johansson       | Reynard 02I | 12  | Jimmy Vasser        | Todas                    |
| American Spirit Team Johansson       | Reynard 02I | 31  | Ryan Hunter-Reay    | Todas                    |
| Patrick Racing                       | Lola B02/00 | 20  | Oriol Servià        | Todas                    |
| PK Racing                            | Lola B02/00 | 27  | Patrick Lemarié     | Rondas 1-6               |
| PK Racing                            | Lola B02/00 | 27  | Kazuki Oya          | Ronda 7                  |
| PK Racing                            | Lola B02/00 | 27  | Max Papis           | Rondas 8-14              |
| PK Racing                            | Lola B02/00 | 27  | Mika Salo           | Rondas 15-18             |
| Rocketsports Racing                  | Lola B02/00 | 33  | Alex Tagliani       | Todas                    |
| Mi-Jack Conquest Racing              | Reynard 02I | 34  | Mario Haberfeld     | Todas                    |
| Fernández Racing                     | Lola B02/00 | 51  | Adrián Fernández    | Todas                    |

## Calendario y resultados
| Ronda | Fecha            | Carrera                                                                     | Localización                            | Pole position                                                             | Piloto ganador                                                            | Equipo ganador                                                            |
| ----- | ---------------- | --------------------------------------------------------------------------- | --------------------------------------- | ------------------------------------------------------------------------- | ------------------------------------------------------------------------- | ------------------------------------------------------------------------- |
| 1     | 23 de febrero    | Grand Prix of St. Petersburg Aeropuerto Albert Whitted                      | San Petersburgo, Florida                | Sébastien Bourdais                                                        | Paul Tracy                                                                | Player's/Indeck Forsythe Racing                                           |
| 2     | 23 de marzo      | Tecate/Telmex Grand Prix Circuito Urbano Parque Industrial Fundidora        | Monterrey, México                       | Sébastien Bourdais                                                        | Paul Tracy                                                                | Player's/Indeck Forsythe Racing                                           |
| 3     | 13 de abril      | Toyota Grand Prix of Long Beach Circuito callejero de Long Beach            | Long Beach, California                  | Michel Jourdain Jr.                                                       | Paul Tracy                                                                | Player's/Indeck Forsythe Racing                                           |
| 4     | 5 de mayo        | The London Champ Car Trophy Brands Hatch                                    | Longfield, Reino Unido                  | Paul Tracy                                                                | Sébastien Bourdais                                                        | Newman/Haas Racing                                                        |
| 5     | 11 de mayo       | German 500 EuroSpeedway Lausitz                                             | Klettwitz, Alemania                     | Sébastien Bourdais                                                        | Sébastien Bourdais                                                        | Newman/Haas Racing                                                        |
| 6     | 31 de mayo       | Milwaukee Mile 250 Milwaukee Mile                                           | West Allis, Wisconsin                   | Alex Tagliani                                                             | Michel Jourdain Jr.                                                       | Team Rahal                                                                |
| 7     | 15 de junio      | Grand Prix of Monterey Mazda Raceway Laguna Seca                            | Monterey, California                    | Patrick Carpentier                                                        | Patrick Carpentier                                                        | Player's/Indeck Forsythe Racing                                           |
| 8     | 22 de junio      | G.I. Joe's 200 Portland International Raceway                               | Portland, Oregón                        | Paul Tracy                                                                | Adrián Fernández                                                          | Fernández Racing                                                          |
| 9     | 5 de julio       | US Bank presents the Cleveland Grand Prix Cleveland Burke Lakefront Airport | Cleveland, Ohio                         | Sébastien Bourdais                                                        | Sébastien Bourdais                                                        | Newman/Haas Racing                                                        |
| 10    | 13 de julio      | Molson Indy Toronto Circuito callejero de Exhibition Place                  | Toronto, Ontario                        | Paul Tracy                                                                | Paul Tracy                                                                | Player's/Indeck Forsythe Racing                                           |
| 11    | 27 de julio      | Molson Indy Vancouver Circuito callejero de Vancouver                       | Vancouver, Columbia Británica           | Justin Wilson                                                             | Paul Tracy                                                                | Player's/Indeck Forsythe Racing                                           |
| 12    | 3 de agosto      | Mario Andretti Grand Prix at Road America Road America                      | Elkhart Lake, Wisconsin                 | Bruno Junqueira                                                           | Bruno Junqueira                                                           | Newman/Haas Racing                                                        |
| 13    | 10 de agosto     | Champ Car Grand Prix of Mid-Ohio Mid-Ohio Sports Car Course                 | Lexington, Ohio                         | Paul Tracy                                                                | Paul Tracy                                                                | Player's/Indeck Forsythe Racing                                           |
| 14    | 24 de agosto     | Molson Indy Montreal Circuito Gilles Villeneuve                             | Montreal, Quebec, Canadá                | Alex Tagliani                                                             | Michel Jourdain Jr.                                                       | Team Rahal                                                                |
| 15    | 31 de agosto     | Centrix Financial Grand Prix of Denver Circuito callejero de Denver         | Denver, Colorado                        | Bruno Junqueira                                                           | Bruno Junqueira                                                           | Newman/Haas Racing                                                        |
| 16    | 28 de septiembre | Grand Prix Americas Circuito Callejero Miami Bayfront Park                  | Miami, Florida                          | Adrián Fernández                                                          | Mario Domínguez                                                           | Herdez Competition                                                        |
| 17    | 12 de octubre    | Gran Premio Telmex-Gigante Autódromo Hermanos Rodríguez                     | Ciudad de México, México                | Paul Tracy                                                                | Paul Tracy                                                                | Player's/Indeck Forsythe Racing                                           |
| 18    | 26 de octubre    | Lexmark Indy 300 Circuito callejero de Surfers Paradise                     | Surfers Paradise, Queensland, Australia | Sébastien Bourdais                                                        | Ryan Hunter-Reay                                                          | American Spirit Team Johansson                                            |
| 19    | 9 de noviembre   | King Taco 500 California Speedway                                           | Fontana, California                     | Evento cancelado por incendios forestales en el condado de San Bernardino | Evento cancelado por incendios forestales en el condado de San Bernardino | Evento cancelado por incendios forestales en el condado de San Bernardino |

     Óvalo
     Circuito

## Clasificaciones

### Campeonato de Pilotos
| Pos. | Piloto              | STP | MTY | LBH | BHR | LAU | MIL | LAG | POR | CLE | TOR | VAN | ROA | MDO | MTL | DEN | MIA | MEX | SUR | Puntos |
| ---- | ------------------- | --- | --- | --- | --- | --- | --- | --- | --- | --- | --- | --- | --- | --- | --- | --- | --- | --- | --- | ------ |
| 1    | Paul Tracy          | 1*  | 1*  | 1   | 17  | 12  | 12  | 3   | 2*  | 2*  | 1*  | 1*  | 15  | 1*  | 6   | 4   | 16  | 1*  | 13  | 226    |
| 2    | Bruno Junqueira     | 3   | 5   | 3   | 2   | 4   | 17  | 2   | 4   | 3   | 3   | 2   | 1*  | 13  | 13  | 1*  | 9   | 7   | 15* | 199    |
| 3    | Michel Jourdain Jr. | 2   | 2   | 15* | 6   | 3   | 1*  | 4   | 12  | 7   | 2   | 4   | 16  | 4   | 1   | 6   | 7   | 4   | 4   | 195    |
| 4    | Sébastien Bourdais  | 11  | 17  | 16  | 1*  | 1*  | 9   | 17  | 14  | 1   | 4   | 3   | 2   | 5   | 19  | 2   | 17  | 2   | 17  | 159    |
| 5    | Patrick Carpentier  | 8   | 8   | 6   | 5   | 7   | 3   | 1*  | 16  | 4   | 7   | 13  | 5   | 2   | 3   | 17  | 6   | 14  | 5   | 146    |
| 6    | Mario Domínguez     | 14  | 13  | 5   | 3   | 2   | 8   | 10  | 10  | 5   | 12  | 10  | 14  | 16  | 5   | 7   | 1   | 3   | 10  | 118    |
| 7    | Oriol Servià        | 12  | 18  | 12  | 4   | 5   | 2   | 6   | 5   | 6   | 5   | 16  | 18  | 18  | 2   | 3   | 19  | 13  | 19  | 108    |
| 8    | Adrián Fernández    | 15  | 4   | 2   | 12  | 15  | 6   | 7   | 1   | 11  | 9   | 12  | 12  | 7   | 8   | 5   | 8*  | 8   | 12  | 105    |
| 9    | Darren Manning      | 13  | 7   | 8   | 10  | 6   | 4   | 18  | 6   | 10  | 8   | 5   | 6   | 8   | 10  | 8   | 11  | 9   | 2   | 103    |
| 10   | Alex Tagliani       | 19  | 3   | 10  | 8   | 18  | 5   | 14  | 3   | 8   | 17  | 14  | 3   | 6   | 4*  | 9   | 13  | 16  | 7   | 97     |
| 11   | Jimmy Vasser        | 6   | 14  | 4   | 19  | 8   | 11  | 8   | 7   | 13  | 13  | 11  | 9   | 15  | 16  | 11  | 4   | 17  | 3   | 72     |
| 12   | Mario Haberfeld     | 4   | 16  | 9   | 9   | 14  | 7   | 5   | 8   | 15  | 19  | 7   | 8   | 10  | 11  | 10  | 5   | 12  | 14  | 71     |
| 13   | Roberto Moreno      | 5   | 6   | 17  | 7   | 10  | 19  | 15  | 9   | 18  | 6   | 17  | 7   | 19  | 7   | 16  | 2   |     | 16  | 67     |
| 14   | Ryan Hunter-Reay    | 16  | 12  | 7   | 16  | 11  | 16  | 12  | 17  | 9   | 11  | 6   | 10  | 3   | 17  | 15  | 12  | 11  | 1   | 64     |
| 15   | Tiago Monteiro      | 7   | 19  | 11  | 14  | 13  | 10  | 9   | 19  | Ret | 10  | 15  | 17  | 11  | 18  | 13  | 15  | 6   | 18  | 29     |
| 16   | Mika Salo           |     |     |     |     |     |     |     |     |     |     |     |     |     |     | 14  | 3   | 5   | 11  | 26     |
| 17   | Max Papis           |     |     |     |     |     |     |     | 15  | 12  | 16  | 9   | 4   | 9   | 9   |     |     |     |     | 25     |
| 18   | Rodolfo Lavín       | 18  | 15  | 18  | 15  | 9   | 14  | 19  | 11  | 14  | 15  | 8   | 19  | 12  | 15  | 19  | 18  | 18  | 8   | 17     |
| 19   | Gualter Salles      |     |     |     |     |     | 13  |     | 18  | 17  |     | DNS | 11  | 17  | 12  | 18  |     | 15  | 6   | 11     |
| 20   | Geoff Boss          |     |     |     |     |     |     | 16  | 13  | 16  | 14  | DNS | 13  | 14  | 14  | 12  | 10  | 20  | 9   | 8      |
| 21   | Patrick Lemarié     | 10  | 10  | 13  | 11  | 19  | 18  |     |     |     |     |     |     |     |     |     |     |     |     | 8      |
| 22   | Joël Camathias      | 9   | 11  | 14  | 13  | 16  | 15  | 13  |     |     |     |     |     |     |     |     |     |     |     | 6      |
| 23   | Alex Yoong          |     | 9   | 19  | 18  | 17  |     |     |     |     |     |     |     |     |     |     |     |     |     | 4      |
| 24   | Roberto González    | 17  |     |     |     |     |     |     |     |     |     |     |     |     |     |     |     | 10  |     | 3      |
| 25   | Bryan Herta         |     |     |     |     |     |     | 11  |     |     |     |     |     |     |     |     |     |     |     | 2      |
| 26   | Alex Sperafico      |     |     |     |     |     |     |     |     |     | 18  |     |     |     |     |     | 14  |     |     | 0      |
| 27   | Luis Díaz           |     |     |     |     |     |     |     |     |     |     |     |     |     |     |     |     | 19  |     | 0      |
| Pos. | Piloto              | STP | MTY | LBH | BHR | LAU | MIL | LAG | POR | CLE | TOR | VAN | ROA | MDO | MTL | DEN | MIA | MEX | SUR | Puntos |

| Color          | Result                                             |
| -------------- | -------------------------------------------------- |
| Oro            | Ganador                                            |
| Plata          | Segundo lugar                                      |
| Bronce         | Tercer lugar                                       |
| Verde          | Cuarto y quinto lugar                              |
| Celeste        | 6.º-12.º lugar (terminó la carrera)                |
| Azul oscuro    | Finalizó la carrera fuera del Top 12               |
| Violeta        | No finalizó la carrera                             |
| Rojo           | No se clasificó a la carrera (DNQ)                 |
| Marrón         | Se retiró del evento (Wth)                         |
| Negro          | Descalificado (DSQ)                                |
| Blanco         | No comenzó la carrera (DNS)                        |
| Sin color      | No participó (DNP)                                 |
| Negrita        | Pole position                                      |
| Cursiva        | Piloto que hizo la vuelta más rápida de la carrera |
| *              | Piloto con más vueltas lideradas                   |
| Novato del Año |                                                    |
| Novato         |                                                    |

### Sistema de puntuación
Los puntos para la temporada se otorgaron sobre la base de los lugares obtenidos por cada conductor (independientemente de que si el coche está en marcha hasta el final de la carrera):
| Posición | 1  | 2  | 3  | 4  | 5  | 6 | 7 | 8 | 9 | 10 | 11 | 12 |
| Puntos   | 20 | 16 | 14 | 12 | 10 | 8 | 6 | 5 | 4 | 3  | 2  | 1  |

#### Puntos de bonificación
- 1 Punto Para la Pole Position
- 1 Punto por liderar la mayoría de vueltas de la carrera

### Copa de Naciones
| Pos. | País           | STP | MTY | LBH | BHR | LAU | MIL | LAG | POR | CLE | TOR | VAN | ROA | MDO | MTL | DEN | MIA | MEX | SUR | Puntos |
| ---- | -------------- | --- | --- | --- | --- | --- | --- | --- | --- | --- | --- | --- | --- | --- | --- | --- | --- | --- | --- | ------ |
| 1    | Canadá         | 1   | 1   | 1   | 5   | 7   | 3   | 1   | 2   | 2   | 1   | 1   | 3   | 1   | 3   | 4   | 6   | 1   | 5   | 298    |
| 2    | México         | 2   | 2   | 2   | 3   | 2   | 1   | 4   | 1   | 5   | 2   | 4   | 12  | 4   | 1   | 5   | 1   | 3   | 4   | 262    |
| 3    | Brasil         | 3   | 5   | 3   | 2   | 4   | 7   | 2   | 4   | 3   | 3   | 2   | 1   | 10  | 7   | 1   | 2   | 7   | 6   | 228    |
| 4    | Francia        | 10  | 10  | 13  | 1   | 1   | 9   | 17  | 14  | 1   | 4   | 3   | 2   | 5   | 19  | 2   | 17  | 2   | 17  | 161    |
| 5    | Estados Unidos | 6   | 12  | 4   | 16  | 8   | 11  | 8   | 7   | 9   | 11  | 6   | 9   | 3   | 14  | 11  | 4   | 11  | 1   | 107    |
| 6    | España         | 12  | 18  | 12  | 4   | 5   | 2   | 6   | 5   | 6   | 5   | 16  | 18  | 18  | 2   | 3   | 19  | 13  | 19  | 106    |
| 7    | Reino Unido    | 13  | 7   | 8   | 10  | 6   | 4   | 18  | 6   | 10  | 8   | 5   | 6   | 8   | 10  | 8   | 11  | 9   | 2   | 103    |
| 8    | Portugal       | 7   | 19  | 11  | 14  | 13  | 10  | 9   | 19  | Ret | 10  | 15  | 17  | 11  | 18  | 13  | 15  | 6   | 18  | 28     |
| 9    | Finlandia      |     |     |     |     |     |     |     |     |     |     |     |     |     |     | 14  | 3   | 5   | 11  | 26     |
| 10   | Italia         |     |     |     |     |     |     |     | 15  | 12  | 16  | 9   | 4   | 9   | 9   |     |     |     |     | 25     |
| 11   | Suiza          | 9   | 11  | 14  | 13  | 16  | 15  | 13  |     |     |     |     |     |     |     |     |     |     |     | 6      |
| 12   | Malasia        |     | 9   | 19  | 18  | 17  |     |     |     |     |     |     |     |     |     |     |     |     |     | 4      |
| Pos. | País           | STP | MTY | LBH | BHR | LAU | MIL | LAG | POR | CLE | TOR | VAN | ROA | MDO | MTL | DEN | MIA | MEX | SUR | Puntos |

#### Copa de Constructores
| Pos. | Chasís  | Puntos |
| ---- | ------- | ------ |
| 1    | Lola    | 387    |
| 2    | Reynard | 161    |
| Pos. | Chasís  | Puntos |